# Joseph Millard (författare)
Joseph (Joe) John Millard, född 14 januari 1908 i Canby, Minnesota, död 18 februari 1989, var en amerikansk författare som skrev thrillers, deckare, västernromaner och science fiction under namnen Joseph Millard, Joe Millard, N.J Westwood och David Wilson.
Millard var son till ranchägaren Frank Earnest Millard och hans fru Alice. A, född Lake. Efter utbildning vid Pioneer School of Business i St. Paul, Minnesota, och examen 1926, arbetade han hos reklambyrå och blev sedan reklamansvarig hos Northwest Furniture Digest i Minneapolis. Han fortsatte till Minneapolis-baserade Kraff Advertising Agency och Chicago-baserade Industrial Advertising Associates. Efter att i Chicago ha redigerat och utgivit magasinen How to sell och National Mortician blev han frilansskribent 1936 och fick noveller och berättelser utgivna av dåtida amerikanska pulp-magasin (kiosklitteratur). Han skrev dock även i tidskrifter som Argosy, True, Holiday, Good housekeeping och Reader's Digest.
1931 gifte sig Millard med Amy Leone Lee och paret fick en son.
1947 flyttade Millard till Florida.
Millard är främst känd för att ha omarbetat filmmanuskript till romaner. Bland de mera kända finns filmer av Sergio Leone. Dennes karaktär Mannen utan namn blev sedan huvudperson i ytterligare romaner. Samtliga har översatts till svenska.

### Romaner

#### Som Joseph Millard
- Mansion of Evil 1950
- The Wickedest Man 1954
- The Gods Hate Kansas 1964 (ursprunglig version utgiven i magasin Starling Stories 1941)

#### Som Joe Millard
Mannen utan namn (Man with no name):
- For A Few Dollars More 1967 (För några få dollar mer 1968, Sheriff nr 51) (baserad på filmmanuskript)
- The Good, the Bad and the Ugly 1967 (Den gode, den onde, den fule 1968, Sheriff nr 55) (baserad på filmmanuskript)
- A Coffin Full of Dollars 1971 (En likkista full av dollar 1972, Sheriff nr 96)
- The Devil's Dollar Sign 1972 (Döda för dollar 1973, Sheriff nr 100)
- Blood for a Dirty Dollar 1973 (20 000 dollar - död eller levande 1974, Sheriff nr 106)
- The Million-Dollar Bloodhunt 1973 (Död mans dollar 1974, Sheriff nr 107)

Övriga, baserade på filmmanuskript:
- The Good Guys and the Bad Guys 1970 (Sheriff utan stjärna 1971, Wild West nr 3)
- Macho Callahan 1970 (Macho Callahan - hämnaren 1974, Sheriff nr 105)
- The Last Rebel 1970
- The Hunting Party 1971 (De jagade 1973, Wild West nr 17)
- Chato's Land 1972
- Cahill U.S. Marshall 1973 (Cahill - sheriff utan nåd 1974, Sheriff nr 108)
- The Hunted 1974 (avsnitt från TV-serien Hec Ramsey)
- Thunderbolt and Lightfoot 1974 (Thunderbolt 1977, Pocket Deckaren 41)

#### Som David Wilson
- The killing 1974 (McCloud nr 3) (Död mans byte 1975, TV Deckaren 4) (från TV-serien McCloud)
- The corpse maker 1974 (McCloud nr 4) (Stryparen 1976, TV Deckaren 6) (från TV-serien McCloud)
- A dangerous place to die 1975 (McCloud nr 5) (Farligt glitter 1976, TV Deckaren 12) (från TV-serien McCloud)
- Park Avenue executioner 1975 (McCloud nr 6) Går mördaren fri? 1977, TV Deckaren nr 20) (från TV-serien McCloud)

### Facklitteratur

#### Som Joseph Millard
- Edgar Cayce: Mystery Man of Miracles 1956
- No Law But Their Own 1963
- The Cheyenne Wars 1964.
- Cut-Hand, The Mountain Man 1964.
- The Incredible William Bowles 1965